# Har Ramon
Har Ramon (hebrejsky: הר רמון, arabsky: Ras Ruman) je hora o nadmořské výšce 1035 metrů v Negevské poušti v Izraeli.
Nachází se v centrální části Negevské pouště, na západním okraji kráterového útvaru Machteš Ramon, cca 82 kilometrů jihojihozápadně od města Beerševa a 110 kilometrů severozápadně od města Ejlat, cca 7 kilometrů od hranice s Egyptem. Har Ramon je součástí horského masivu Har Negev. Jde o nejvyšší bod v Negevské poušti. Vystupuje 250 metrů nad okolní terén. Z vrcholku se nabízí kruhový výhled na krajinu v Negevské poušti. Při dobré viditelnosti je možné dohlédnout až do Jordánska. Na hoře se nacházejí pozůstatky pohřebiště z doby bronzové. Hora je přístupná po nezpevněné komunikaci, jež sem odbočuje z lokální silnice číslo 171. Na úbočí hory začíná vádí Nachal Nicana. V roce 1949 během Operace Ovda, v době války za nezávislost, tudy procházeli Izraelci při dobývání jižních oblastí státu Izrael. Extrémní klimatické podmínky zde tehdy způsobily zamrznutí motorů nákladních vozů a zpoždění celého postupu.